# Monastère de Beth'Abhé
Le monastère de Beth'Abhé (« la maison des bois » en syriaque), situé près du Grand Zab à environ 80 km au nord-est de Mossoul, fut fondé au plus tard en 595, très probablement par Ya`qob de Lashom (Rabban Jacob),. 
Thomas de Marga relate dans le Liber superiorum que lorsque Babaï le Grand, succédant à Dadicho, dirigea le monastère du Mont Izla, sa sévérité provoqua de nombreux départs de religieux qui constituèrent d’autres monastères, dont celui-ci.
Le monastère a joué un grand rôle dans l'histoire du monachisme syriaque et a été habité par d'importantes figures du christianisme oriental de l'Église de l'Orient, telles que Sahdona, Jean de Dailam, Giwargis II, Abraham II ou encore Thomas de Marga.
Il hérita des reliques du  monastère de Hadodh, rapportées d'Antioche par Ichoyahb III.